# The Long Night (phim 2022)
The Long Night (còn gọi là The Coven) là một bộ phim kinh dị Mỹ năm 2022 do Robert Sheppe và Mark Young viết kịch bản và Rich Ragsdale đạo diễn. Phim có sự tham gia của Scout Taylor-Compton, Nolan Gerard Funk, Jeff Fahey, Deborah Kara Unger. Bộ phim kể về một cặp đôi có kỳ nghỉ cuối tuần yên tĩnh bỗng trở nên kỳ lạ khi một giáo phái ác mộng và thủ lĩnh điên cuồng của họ đến để thực hiện một lời tiên tri về ngày tận thế.

## Tóm tắt
I. THƯ MỜI
Cùng với người bạn trai Jack Cabot của mình, Grace Covington đi từ New York đến nơi sinh của cô ở Nam Carolina để gặp Frank 'Gage' Caldwell, người nói rằng anh ta có thông tin về cha mẹ ruột mà Grace đã dành 10 năm để tìm kiếm. Đến nơi, Grace và Jack thấy ngôi nhà đồn điền biệt lập của Frank trống rỗng, nhưng vẫn vào vì Frank đã nói với Grace nơi để chìa khóa.
Jack tìm thấy một vật tổ kỳ lạ giữa một số cây gần nhà. Grace gặp một con rắn khi đang chạy bộ và thêm một con nữa trong nhà. Jack và Grace mỗi người đều nhìn thấy những bóng người ở đằng xa. Họ cũng nghe thấy những tiếng động lạ khi họ đang nói chuyện điện thoại.
II. SỰ CÁM DỖ
Trong khi Jack bị nhốt trong phòng tắm một cách khó hiểu, một tín đồ mặc áo choàng đeo mặt nạ đầu bò dường như xuất hiện trước mặt Grace khi cô mơ thấy một người phụ nữ bị quỷ ám lơ lửng trong không trung. Khi trải nghiệm đột ngột kết thúc, Jack khuyên họ nên rời đi ngay lập tức vì dường như có điều gì đó kỳ lạ đang xảy ra. 
Trước hiên nhà, Grace và Jack tìm thấy một con mèo bị giết ở giữa ngôi sao sáu cánh được vẽ bằng máu. Grace và Jack rút lui vào bên trong khi họ nhìn thấy ngôi nhà bị bao quanh bởi những người theo đạo mặc áo choàng, đeo mặt nạ đầu lâu, cầm đuốc và đứng im lặng.
III. CUỘC GẶP GỠ
Em trai của Frank, Wayne đến thăm nhà. Grace giải thích rằng Frank mời cô đến đó vì anh ta được cho là có thể giúp cô tìm cha mẹ. Nghi ngờ về những người lạ trong nhà anh trai mình, Wayne cố gắng gọi cho cảnh sát trưởng, nhưng ông cũng nghe thấy tiếng động lạ giống như Grace và Jack đã gặp. Wayne thừa nhận rằng người dân địa phương biết tin đồn về một giáo phái, nhưng ông khẳng định ông và Frank không tham gia vào đó.
Sau khi tìm thấy xác chết của Frank trong tủ quần áo trên lầu, Wayne đi ra ngoài để đối đầu với những kẻ theo đạo một cách giận dữ, những người đã biến mất trong giây lát khi ông mới đến. Người đứng đầu giáo phái giơ tay, khiến cho cánh tay của Wayne bị gãy một cách siêu nhiên. Những người sùng bái khác sau đó chém Wayne đến chết. 
Những người sùng bái đốt một biểu tượng ngôi sao bằng gỗ trên bãi cỏ. Grace đột nhiên lên cơn co giật và rơi vào trạng thái xuất thần, khiến cô trải qua một loạt cảnh tượng bất thường.
IV. KINH NGHIỆM
Khi Grace tiếp tục nhìn thấy những hình ảnh kỳ lạ và nghe thấy những tin nhắn chế nhạo trên điện thoại, một kẻ sùng bái vào nhà để tấn công Jack. Grace nhặt một khẩu súng được tìm thấy trước đó và sử dụng nó để bắn kẻ sùng bái. Cùng lúc đó, tên cầm đầu ở bên ngoài bắt đầu hét lên.
V. NGHI THỨC
Grace và Jack tìm thấy một cuốn ma đạo thư huyền bí nói về Uktena, một con quỷ rắn cổ đại đã biến những người hành hương theo đạo Cơ đốc thành những người thờ phụng nó. Linh hồn ác quỷ của Uktena đã bị mắc kẹt trên vùng đất nơi đồn điền hiện đang cư trú. Một lời tiên tri nói rằng các đệ tử của Uktena sẽ trở lại giải thoát con quỷ để nó có thể hiện hình dưới hình dạng con người. Kẻ cầm đầu cũng được cho là mang theo một đứa trẻ hoàn hảo có thể làm vật chủ cho con quỷ, và nghi lễ phải diễn ra vào ngày xuân phân để mang lại "Đêm dài".
Tên sùng bái mà trước đó Grace bắn, đột nhiên đứng dậy tấn công Jack. Một tên sùng bái khác vào nhà và cũng xông vào tấn công. Trước sự sửng sốt của Jack, Grace trở nên tức giận và giết chết tên thứ hai. Grace xông ra ngoài để đối đầu với những kẻ còn lại một cách giận dữ. Nhưng Grace đột nhiên mất kiểm soát cơ thể và bắt đầu bay lên. Jack lấy lại khẩu súng và bắn vào những người sùng bái, khiến Grace thoát khỏi thôi miên. Do vết thương của mình, Jack bảo Grace hãy chạy trốn vào rừng mà không có anh, sau đó cô ấy chạy đi. Những kẻ sùng bái bao vây Jack, tấn công anh và bắt anh làm tù binh.
Ở trong rừng, những tên sùng bái vây quanh Grace. Lúc này Grace nhìn thấy hình ảnh về một người đàn ông đeo mặt nạ đầu lâu đang thụ thai cho một phụ nữ trên nền rừng.
VI. CAM KẾT
Grace chạy trốn đến một tòa nhà nơi cô thấy Jack bị xích vào tường trong một căn hầm. Những kẻ sùng bái lại bao vây Grace. Tên cầm đầu lột mặt nạ và tự nhận mình là mẹ ruột của Grace, và cô ấy giải thích rằng Grace được sinh ra để giải thoát con quỷ. Uktena chiếm hữu Grace sau khi cô bị ép uống máu từ một chiếc cốc. Thật bất ngờ, Grace sử dụng sức mạnh mới tìm thấy của mình để tiêu diệt giáo phái bằng một tiếng hét siêu nhiên.
VII. ĐỔI MỚI
Giờ đã bị con quỷ kiểm soát hoàn toàn, Grace đâm chết Jack. Không còn bị ràng buộc với đất đai của đồn điền, Grace / Uktena sau đó bước ra khỏi khu đất trong khi bị mê hoặc với đôi mắt trắng dã.

## Diễn viên
- Scout Taylor-Compton ...	Grace Covington
- Nolan Gerard Funk ...	Jack Cabot: bạn trai của Grace
- Jeff Fahey ...	Wayne: em trai Frank Caldwell, sau bị những kẻ cuồng tín giết
- Deborah Kara Unger ...	The Master: mẹ ruột của Grace, cũng là người đứng đầu giáo phái cuồng tín con quỷ rắn Uktena
- Erika Stasiuleviciute ...	The Master (đoạn hồi tưởng)
- Kevin Ragsdale	...	Wade: ông chủ 1 cửa hàng tạp hóa
- King Orba	...	Frank Caldwell: người đã bị giáo pháo giết chết tại nhà
- Juniper Ghazi	...	Grace hồi nhỏ

## Phát hành
Bộ phim được phát hành vào ngày 4 tháng 2 năm 2022.

## Đánh giá
Trên trang web tổng hợp phê bình Rotten Tomatoes, 35% trong số 26 bài phê bình của các nhà phê bình là tích cực, với điểm trung bình là 4,8/10. Metacritic, sử dụng thang điểm 100, đã cho bộ phim số điểm 44 trên 100, dựa trên 6 nhà phê bình.
NNadir Samara của Screen Rant đã đưa ra nhiều đánh giá trái chiều về bộ phim và viết: "Khi một người nghĩ rằng The Long Night đang đi vòng quanh, thì nó đã thoát ra khỏi lối mòn đúng lúc để mang đến cho người xem chính xác bộ phim muốn gì."

Richard Whittaker của The Austin Chronicle đã đánh giá tích cực về bộ phim và viết: "The Long Night có thể không mang tính cách mạng, nhưng nó chắc chắn có ma thuật hắc ám của riêng mình."
Peter Sobczynski của RogerEbert.com cho bộ phim 1 sao rưỡi và viết: "The Long Night muốn tạo ra cảm giác sợ hãi và nỗi bất an xâm chiếm người xem nhưng không thể khơi dậy nhiều điều gì khác ngoài sự chán nản và thờ ơ."
Michael Pementel của Bloody Disgusting đã đánh giá bộ phim từ trái chiều đến tích cực và viết: "The Long Night vẫn là một bộ phim xứng đáng. Với bầu không khí tuyệt vời, bạo lực nghiệt ngã và giọng điệu lạnh lùng, The Long Night gợi lên một câu thần chú lôi cuốn người xem vào một trải nghiệm hấp dẫn."